# Alterações climáticas na Guatemala
As alterações climáticas na Guatemala são um problema sério porque a Guatemala é considerada uma das 10 nações mais vulneráveis aos efeitos das alterações climáticas. Em 2010, a Guatemala “ocupou o segundo lugar no mundo no Índice Global de Risco Climático, que indica o nível de exposição e vulnerabilidade a eventos extremos”. Tanto a produção agrícola comercial quanto a agricultura de subsistência diminuíram e, portanto, os agricultores de subsistência têm mais dificuldade em encontrar trabalho à jorna quando as suas próprias colheitas falham. Cerca de 300.000 agricultores de subsistência relataram perda de colheitas devido à seca em 2018. Cerca de metade da força de trabalho da Guatemala está no setor agrícola. Os baixos rendimentos das colheitas devido às alterações climáticas foram identificados como um fator na migração para os Estados Unidos.

## Emissões de gases de efeito estufa
"A Guatemala emitiu 40 milhões de toneladas métricas (MtCO2e) de gases de efeito estufa em 2011, com a mudança do uso do solo e o setor florestal contribuindo com 40% para as emissões totais. As emissões de gases de efeito estufa cresceram 38% de 1990 a 2011, com uma contribuição significativa dos setores de mudança do uso do solo e silvicultura, energia e agricultura."

## Impactos no meio ambiente

### Alterações de temperatura e clima
Um relatório do Sistema Guatemalteco de Ciências das Alterações Climáticas em 2019 indicou que a estação chuvosa está a começar mais tarde como resultado das alterações climáticas, colocando agricultores de subsistência e povos indígenas em comunidades pobres em risco de escassez de alimentos resultante de colheitas fracas.

### Ecossistemas
As populações de formigas cortadeiras gigantes comestíveis da Guatemala estão em declínio. "Os zompopos da Guatemala, formigas amarelas, de maio são agora os zompopos de junho", segundo o Dr. Edwin Castellanos, da Universidad del Valle de Guatemala.

## Impactos nas pessoas

### Impactos económicos

#### Agricultura
Os agricultores guatemaltecos experienciaram eventos climáticos extremos, como furacões, bem como padrões climáticos erráticos com picos e quedas de temperatura, chuvas torrenciais, secas e geadas inesperadas. Uma cultura afetada foi a batata, que sofre de fungos.
As terras altas do oeste da Guatemala são particularmente suscetíveis às alterações climáticas, afetando a população predominantemente indígena de agricultores de subsistência da região. As principais culturas, batata e milho, têm estado sob crescente pressão à medida que as geadas fortes na região se tornaram mais frequentes desde 2013. Geadas fortes podem matar uma colheita inteira de uma só vez. Em altitudes mais baixas, novas pragas estão se a tornar mais prevalentes e tem diminuído as chuvas.
O problema da segurança alimentar e da fome aumentou, especialmente no “ corredor seco” (uma área que se estende desde os departamentos de Izabal e Baja Verapaz no norte até Santa Rosa e Jutiapa no sul).

### Impactos na migração
Em 2018, 50% dos 94.000 guatemaltecos deportados dos Estados Unidos e do México eram das terras altas do oeste do país severamente afetadas pelas alterações climáticas.
Em 2019, o condado de Palm Beach, na Flórida, assistiu a um aumento de imigrantes guatemaltecos do "corredor seco", a buscar fugir da fome causada por períodos de seca seguidos de chuvas torrenciais que impactaram as suas lavouras.

## Mitigação e adaptação

### Adaptação
A ajuda humanitária dos EUA para projetos relacionados com o clima e a agricultura concentrou-se em ajudar os agricultores a adaptarem-se para que possam permanecer nas suas terras. O apoio da USAID à Guatemala incluiu o desenvolvimento de "sistemas de alerta precoce para inundações e incêndios, bem como a promoção da conservação do solo e das bacias hidrográficas, captação de água da chuva e outras práticas adaptativas". De acordo com o GAO, o mandato de estudos para determinar o impacto desses programas na migração foi rescindido. Uma terceira rodada de cortes na ajuda dos EUA foi proposta para o ano fiscal de 2020.
ONG sediadas nos EUA que têm atuado em projetos relacionados com o clima nos setores florestal e agrícola sofreram cortes de financiamento sob o governo Trump. Por exemplo, a Asociación de Cooperación para el Desarrollo Rural de Occidente (CDRO) foi um programa guatemalteco originalmente financiado pelo governo dos Estados Unidos. A CDRO concentrou-se em sistemas agroflorestais e de monitorização climático para ajudar os agricultores a mitigarem os efeitos das alterações climáticas. A organização forneceu aos moradores recursos para plantar novas culturas mais adaptáveis ao lado do seu milho típico para proteger o milho de temperaturas variáveis, geadas, etc. A CDRO também instalou um sistema de monitorização climática para ajudar a prever eventos climáticos extremos e enviar mensagens de texto aos moradores para avisá-los sobre períodos de geada, calor extremo, humidade ou seca. O financiamento para o programa foi cortado pelo governo Trump em 2017.

### Cooperação internacional
A Guatemala juntou-se ao V20, um grupo de 48 economias em desenvolvimento que trabalham em conjunto com bancos de desenvolvimento para a resiliência climática e energia 100% renovável.